# Hukou (Hsinchu)
Hukou (chinesisch 湖口鄉, Pinyin Húkǒu xiāng, Hakka: Fù-khiéu-hiông / Fu kieuˊ hiongˋ) ist eine Landgemeinde des Landkreises Hsinchu in der Republik China (Taiwan).

## Lage und Beschreibung

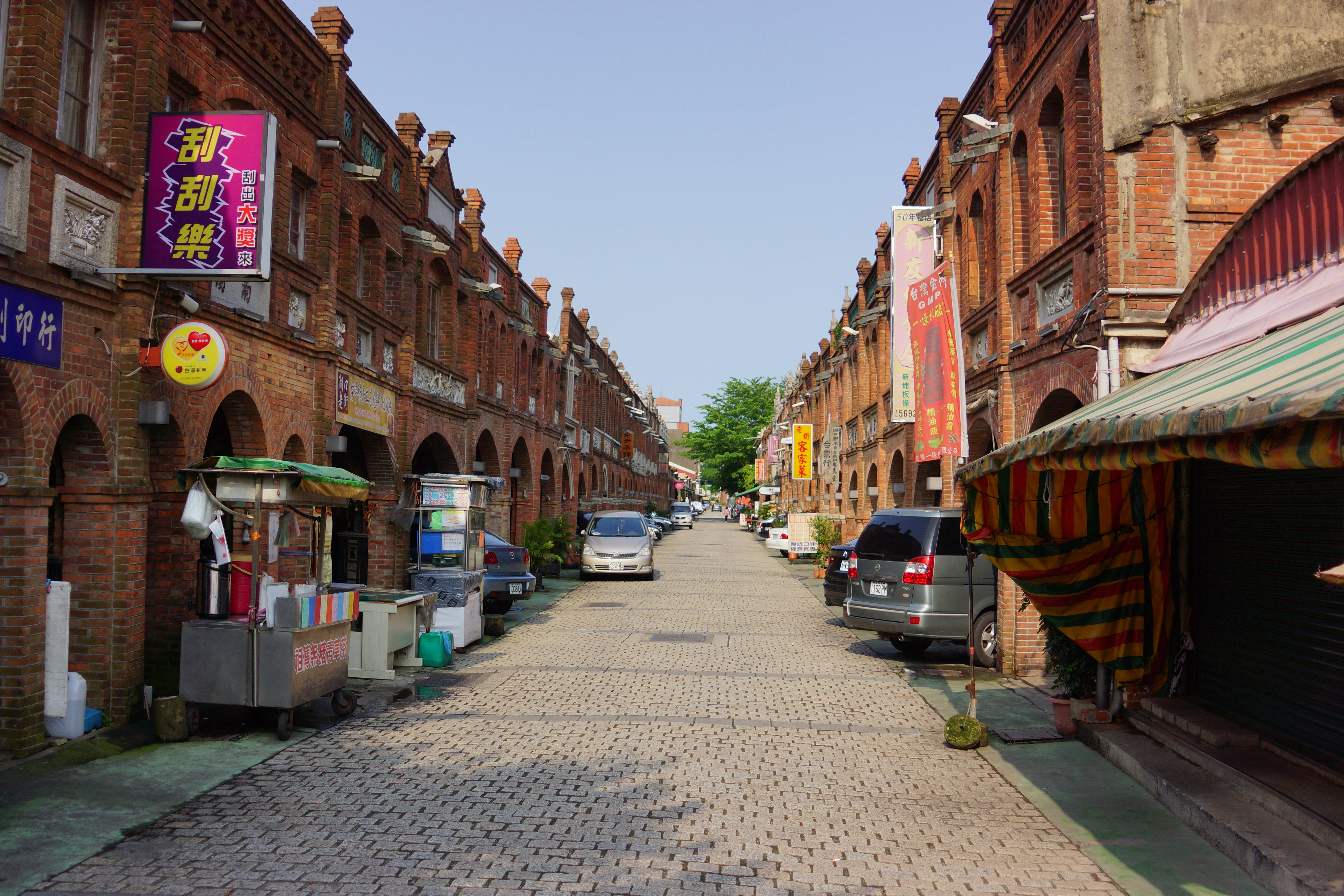
Die Die Alte Straße von Hukou

Hukou liegt im Nordwesten des Landkreises Hsinchu. Seine Nachbargemeinden sind Xinpu im Osten und Südosten, Zhubei im Südwesten und Xinfeng im Westen. Im Norden grenzt die Gemeinde an das Gebiet der Stadt Taoyuan. Hukou teilt sich in das Hukou-Plateau (湖口台地) im Westen und Hügelland im Osten und Südosten. Die Flüsse Liugu (六股溪), Desheng (德盛溪), Beishi (北勢溪) und Poluowen (波羅汶溪) durchlaufen die Gemeinde von Ost nach West.
Mit über 83.000 Einwohnern war Hukou im Jahr 2024 die größte Landgemeinde (鄉) Taiwans. 85 % der Einwohner gehören der Volksgruppe der Hakka an.
In Hukou unterhält die private Chinesische Technische Universität (CUTe, 中國科技大學) einen Teilcampus. Außerdem gibt es eine Basis des Heeres der Republik China.

## Geschichte

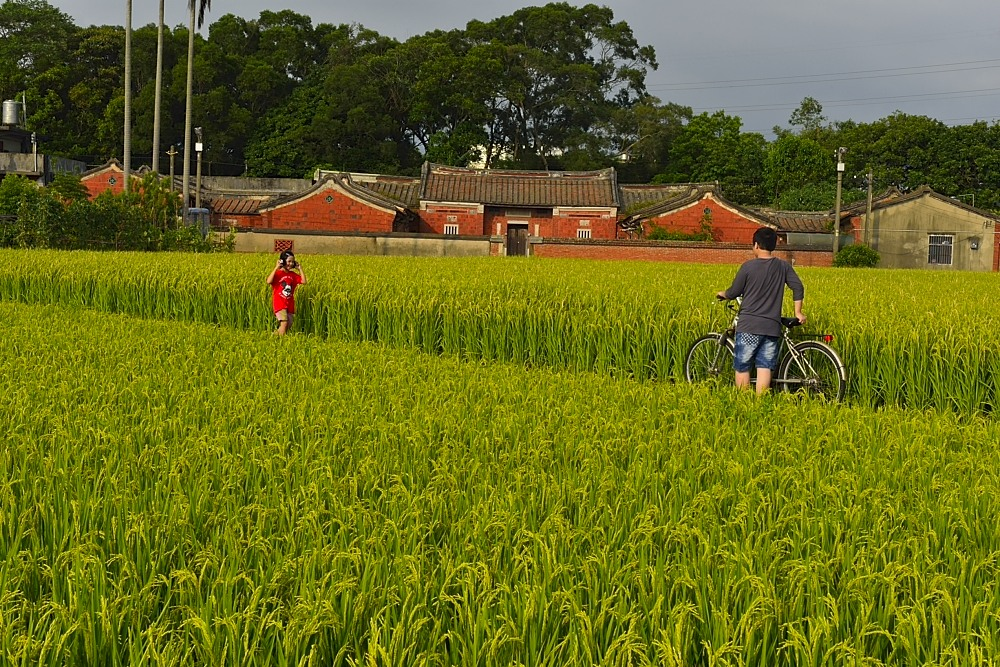
Traditionelles Familienanwesen

Das Gebiet von Hukou war ursprünglich von Taiwanischen Ureinwohnern vom Volk der Taokas bewohnt. Seit Beginn des 18. Jahrhunderts wanderten chinesische Siedler ein, die das Land urbar machten, Bewässerungskanäle anlegten und Landwirtschaft betrieben.
Die Entstehung der Ortsbezeichnung hängt mit der Sprache der eingewanderten Hakka zusammen. Der Ortsname lautete zunächst 大窩口 (Hakka: Tai+ voˋ kieuˊ, „Großer Talausgang“), später wurde das erste Schriftzeichen weggelassen und das zweite änderte sich in das ähnlich wie 窩 ausgesprochene 湖 (Hakka: fù).
Im Jahr 1893 wurde Hukou als einer der ersten Orte Taiwans mit einem Bahnhof an die neue Eisenbahn angebunden, was zu einem kommerziellen Aufschwung rund um das Bahnhofsgebäude (das Gebiet der heutigen Alten Straße Hukou) beitrug. Während der japanischen Herrschaft über Taiwan wurde die Gegend als Landgemeinde Hukou zusammengefasst und nach der Übernahme Taiwans durch die Republik China 1950 in den neuen Landkreis Hsinchu eingegliedert.
Im Zuge der Industrialisierung des Raums Zhubei-Xinfeng-Hukou nahm die Bevölkerung Hukous seit der zweiten Hälfte des 20. Jahrhunderts in erheblichem Umfang zu, von circa 47.000 Menschen im Jahr 1981 auf über 83.000 im Jahr 2024.

## Verkehr und Wirtschaft

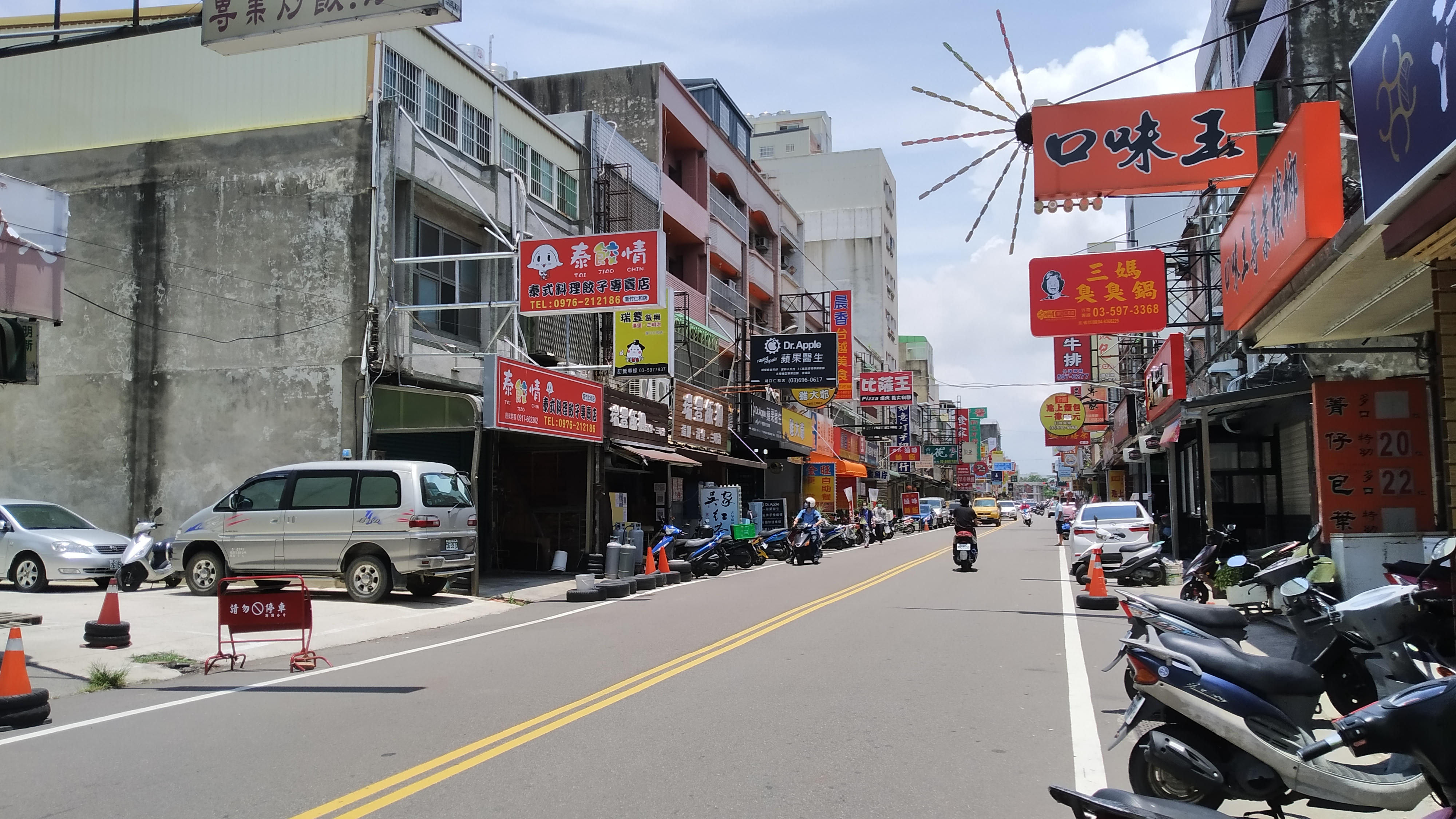
Straße im Südwesten der Gemeinde

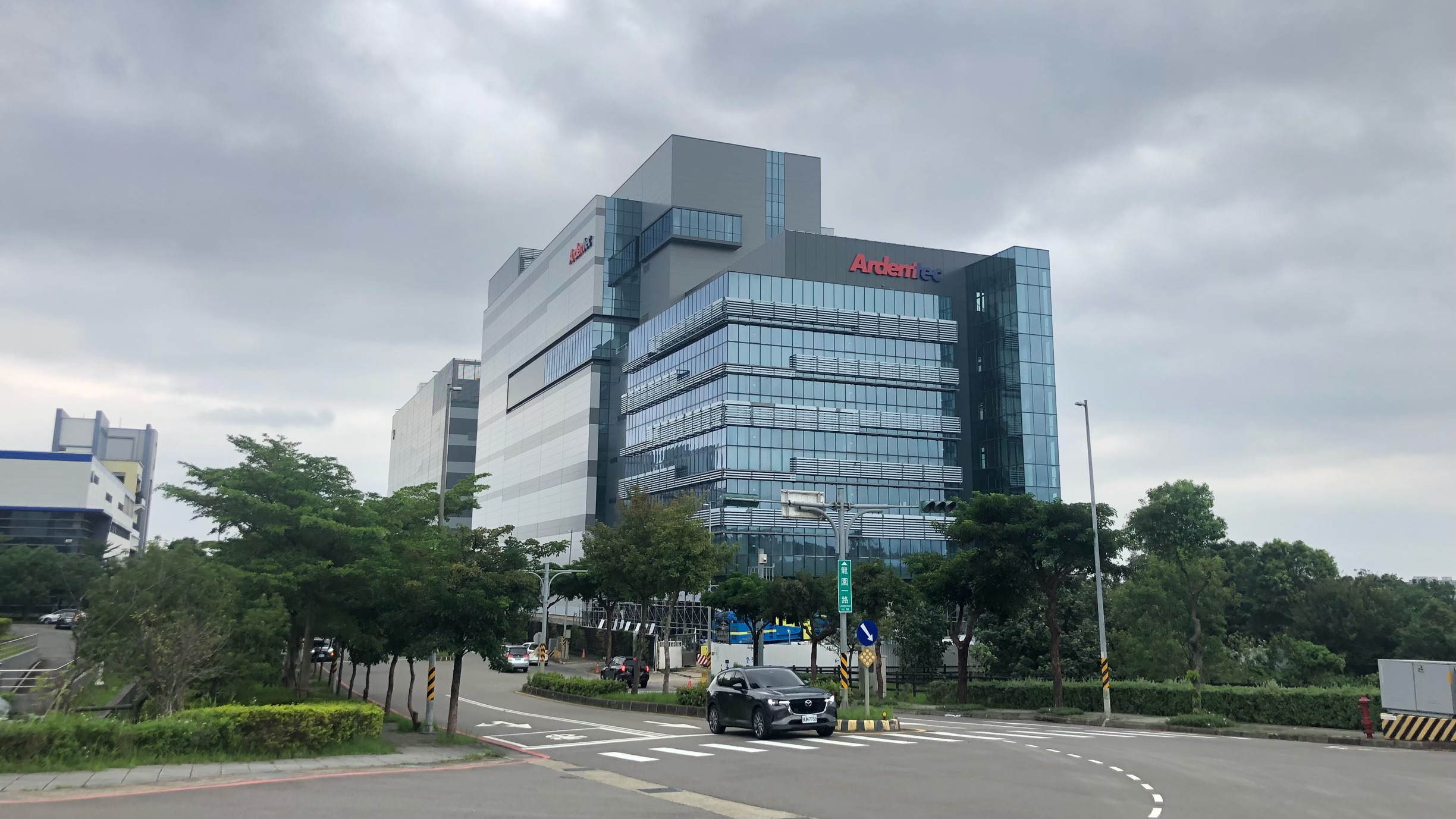
Firmengebäude im Hsinchu-Industriepark

Hukou wird diagonal von Nordost nach Südwest von der Autobahn Nationalstraße 1 durchquert. Einen ähnlichen Verlauf nimmt die Provinzstraße 1, die im Südwesten die Grenze zu Xinfeng bildet. Außerdem verbindet die Kreisstraße 117 Hukou mit der Küste im Nordwesten.
Die Taiwanische Eisenbahn hat in Hukou zwei Bahnhöfe, den Bahnhof Hukou (湖口車站) und den Bahnhof Beihu (北湖車站, nur Regionalverkehr). Der Öffentliche Nahverkehr der Gemeinde besteht aus Buslinien.
Auf dem Hukou-Plateau dominierte traditionell der Reisanbau (Nassreis). Dazu kommen heute u. a. Wassermelonen, Cantaloupe-Melonen, Taro, Süßkartoffeln, Zitrusfrüchte und Nashi-Birnen. Im Hügelland wird Tee gepflanzt, aus dem auch Kamelienöl gewonnen wird.
Im Südwesten der Gemeinde befindet sich mit dem Hsinchu-Industriepark (新竹工業區 Xinzhu Gongyequ) einer der bedeutendsten Industrieparks Taiwans. Hier sind Firmen wie Simplo Technology, Ritek, Powertech Technology, Sanyang Motor oder Taiwan Rolling Stock ansässig.
In den urbanen Ortsteilen im Zentrum und Südwesten Hukous gibt es zahlreiche Einkaufsmöglichkeiten und Banken.

## Kultur und Sehenswürdigkeiten

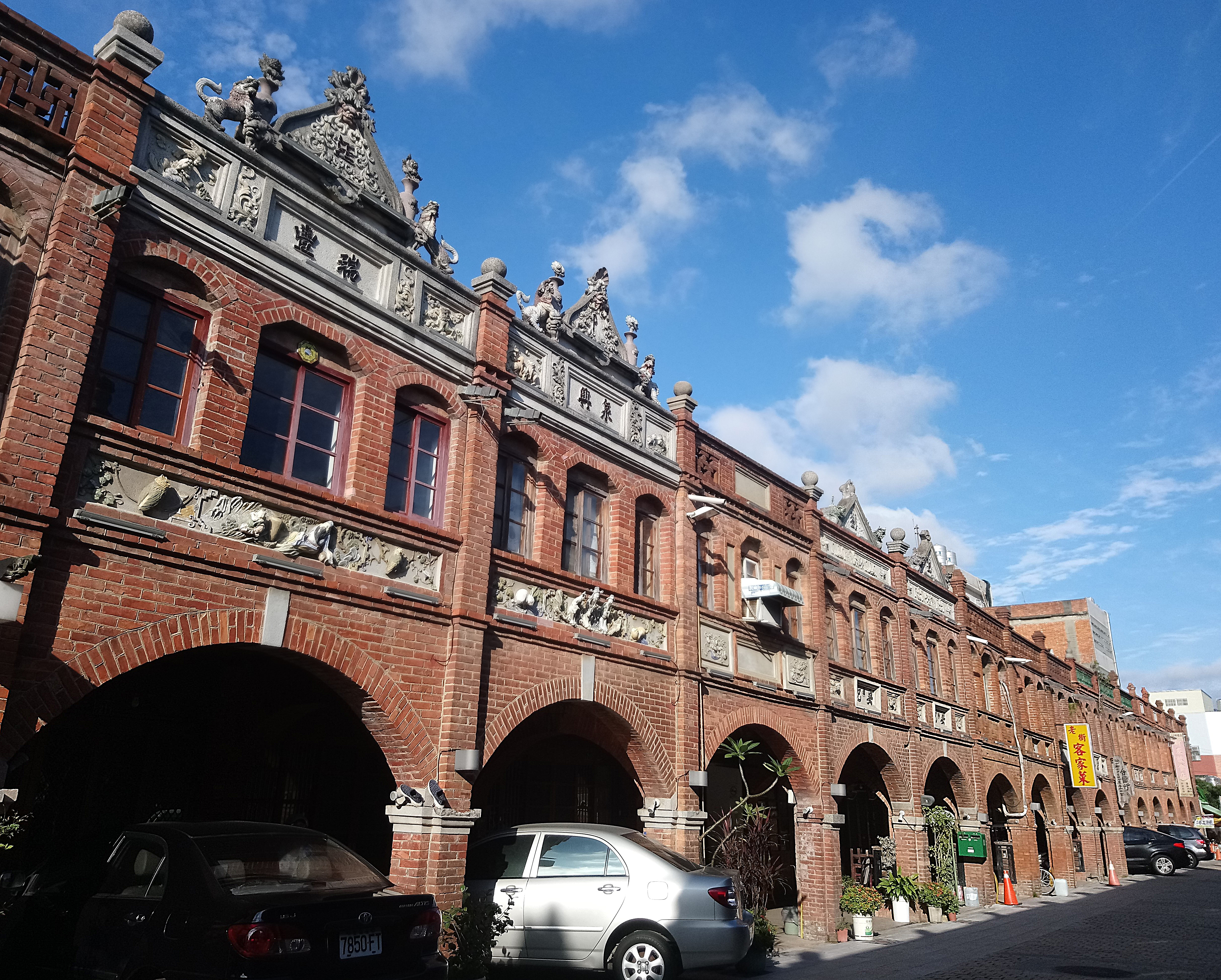
In der Alten Straße von Hukou

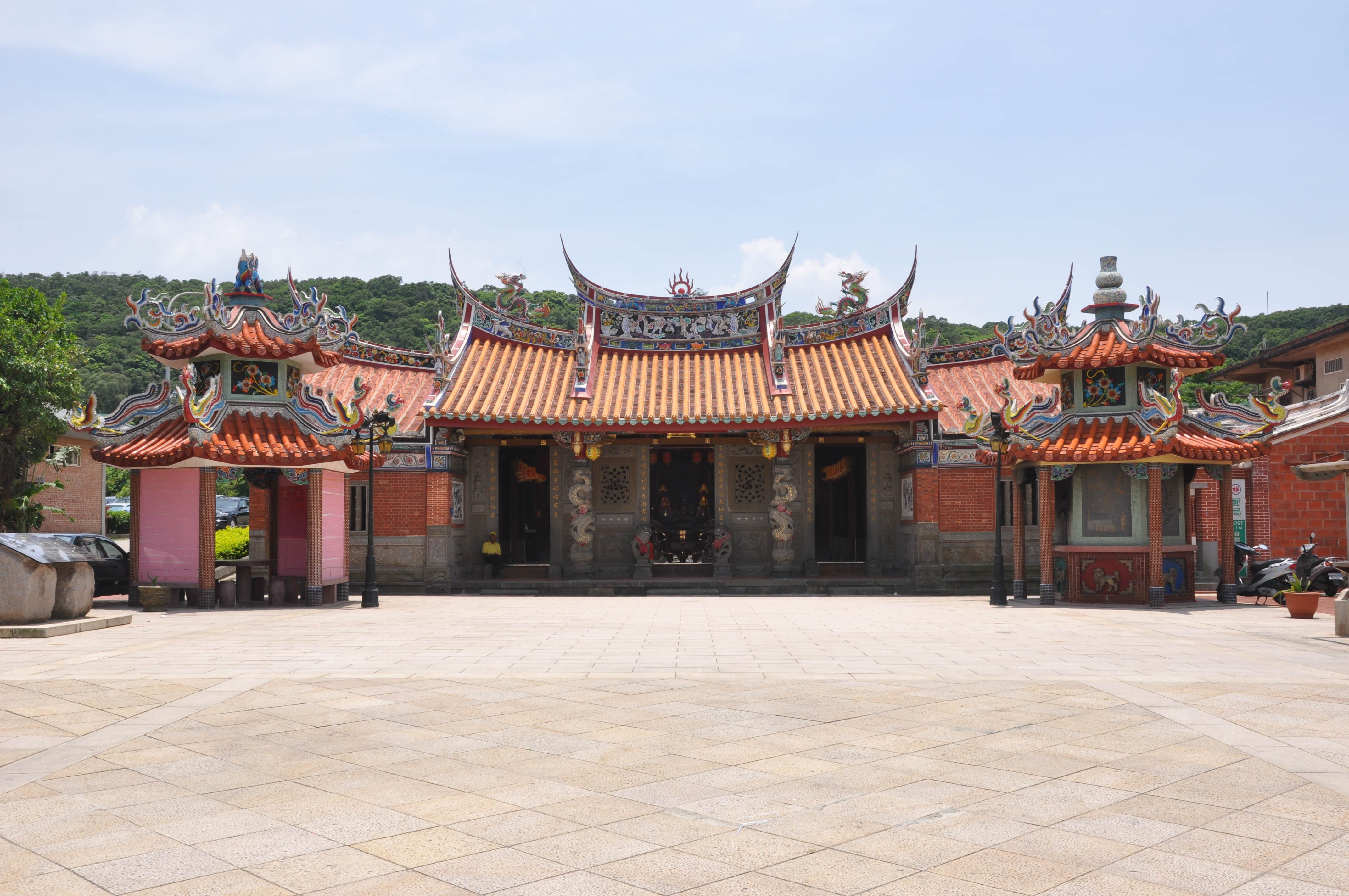
Der Sanyuan Gong

In der Alten Straße Hukou (湖口老街 Hukou Laojie) stehen noch einige Häuser und Geschäfte aus der japanischen Kolonialzeit. Die Straße beherbergt ein bedeutendes religiöses Zentrum, den daoistischen Tempel Sanyuan Gong (三元宮), dessen Hauptgottheiten die Sanguan Dadi sind. Unter seinem Dach haben sich einige kleine Tempelgemeinschaften aus früheren Zeiten, die verschiedene Götter verehren, zusammengefunden. Jedes Jahr wird hier etwa eine Woche nach dem Chinesischen Neujahrsfest das „Frühlings-Festmahl“ (食福行春宴 Shifu Xingchunyan) gefeiert, bei dem in der Umgebung Stände mit lokalen Spezialitäten aufgebaut und Einheimische und Besucher zum Kosten eingeladen werden.
Auch die katholische Alt-Hukou-Kirche (老湖口天主堂 Lao Hukou Tianzhu Tang) liegt in der Alten Straße.
Im hügligen Gelände im Osten und Südosten Hukous finden sich Naturschönheiten und Ausflugsziele, die durch Wanderwege erschlossen sind, wie der Hanqing-Wanderweg (漢卿步道), oder die Wege in der Umgebung des buddhistischen Tempels Jinshi Si (金獅寺).